# Токке (коммуна)
Токке (норв. Tokke) — коммуна в губернии Телемарк в Норвегии. Административный центр коммуны — город Дален. Официальный язык коммуны — нюнорск. Население коммуны на 2007 год составляло 2366 чел. Площадь коммуны Токке — 984,47 км², код-идентификатор — 0833.

## История населения коммуны
Население коммуны за последние 60 лет.

Статистика коммуны Токке